# Relaciones Palaos-Venezuela
Las relaciones Palaos-Venezuela se refieren a las relaciones internacionales que existen entre Palaos y Venezuela.

## Historia
Durante la crisis presidencial de Venezuela, en 2019, Palaos ha mantenido una posición neutral, sin ofrecer reconocimiento oficial a Nicolás Maduro o a Juan Guaidó. El presidente Thomas Remengesau Jr. llamó al diálogo para resolver la crisis.